# Магомедов, Бекбулат Шахбанович
Бекбула́т Шахба́нович Магоме́дов (5 ноября 1990, Миарсо) — российский боец смешанного стиля, представитель легчайшей весовой категории. Выступает на профессиональном уровне начиная с 2011 года, известен по участию в турнирах таких бойцовских организаций как WSOF, M-1 Global, Oplot Challenge, действующий чемпион WSOF в легчайшем весе. Также известен как самбист, чемпион мира по боевому самбо и панкратиону, мастер спорта России международного класса.

## Биография
Бекбулат Магомедов родился 5 ноября 1990 года в Буйнакском районе Дагестана. Серьёзно заниматься борьбой начал с раннего детства, проходил подготовку в Москве под руководством тренера Вячеслава Дамдинцурунова. Имеет высшее образование, в 2014 году окончил Российский государственный университет физической культуры, спорта, молодёжи и туризма.

### Любительская карьера
В 2010 году на первенстве России по боевому самбо среди юниоров в Саратове завоевал серебряную медаль в категории до 62 кг. Позже, тем не менее, Российским антидопинговым агентством был уличён в применении запрещённых веществ и дисквалифицирован сроком на два года.
Во время дисквалификации выступал на различных соревнованиях, не имевших отношения к Всероссийской федерации самбо. В 2011 году стал чемпионом СНГ по боевому джиу-джитсу, чемпионом Европы по микс-файту и шут-файту. Позже выигрывал чемпионаты мира и России по боевому самбо, четырёхкратный чемпион Москвы по боевому самбо, мастер спорта России международного класса.

### Профессиональная карьера
Дебютировал в смешанных единоборствах на профессиональном уровне в июне 2011 года, выиграл у своего первого соперника удушающим приёмом сзади в третьем раунде. Первое время выступал в небольших российских промоушенах, одержал две победы на турнирах M-1 Challenge, регулярно дрался на турнирах харьковской организации Oplot Challenge. Проводил бои довольно часто, так, за один только 2013 год провёл среди профессионалов девять поединков и во всех одержал победу. Имел возможность подписать контракт с крупнейшей бойцовской организацией мира Ultimate Fighting Championship, на 4 января 2014 года уже был запланирован его бой в UFC против американского бойца Уилла Чоупа, однако он отказался от этого предложения, предпочтя сначала набраться опыта в менее престижной организации RUFF.
Имея в послужном списке шестнадцать побед и ни одного поражения, в 2015 году Магомедов привлёк к себе внимание многих крупных организаций, в частности порталом mmalatestnews.com был включён в число пяти наиболее перспективных российских бойцов ММА. В конечном счёте он выбрал крупную американскую организацию World Series of Fighting и, подписав с ней контракт, начал выступать в США. Однако дебютировал в клетке WSOF с поражения — поединок с канадцем Джошем Хиллом продлился все три раунда, и судьи раздельным решением отдали победу Хиллу. Год спустя одержал победу единогласным решением над Джесси Броком.
В 2017 году удостоился права оспорить вакантный титул чемпиона WSOF в легчайшей весовой категории — изначально в чемпионском бою должен был встретиться с соотечественником Тимуром Валиевым, но тот травмировался, и другим претендентом стал американец Донован Фрилоу. Противостояние между ними продлилось все пять раундов, в итоге Магомедов выиграл единогласным решением судей и завоевал чемпионский пояс.

## Статистика в профессиональном ММА
| Боёв 19  | Побед 18 | Поражений 1 |
| -------- | -------- | ----------- |
| Нокаутом | 8        | 0           |
| Сдачей   | 3        | 0           |
| Решением | 7        | 1           |

| Результат | Рекорд | Соперник             | Способ                       | Турнир                          | Дата             | Раунд | Время | Место              | Примечание                                              |
| --------- | ------ | -------------------- | ---------------------------- | ------------------------------- | ---------------- | ----- | ----- | ------------------ | ------------------------------------------------------- |
| Победа    | 18–1   | Донован Фрилоу       | Единогласное решение         | WSOF 35                         | 18 марта 2017    | 5     | 5:00  | Верона, США        | Выиграл вакантный титул чемпиона WSOF в легчайшем весе. |
| Победа    | 17–1   | Джесси Брок          | Единогласное решение         | WSOF 33                         | 7 октября 2016   | 3     | 5:00  | Канзас-Сити, США   |                                                         |
| Поражение | 16–1   | Джош Хилл            | Раздельное решение           | WSOF 26                         | 18 декабря 2015  | 3     | 5:00  | Лас-Вегас, США     |                                                         |
| Победа    | 16–0   | Медер Шерматов       | Единогласное решение         | Наследие Спарты                 | 14 сентября 2014 | 3     | 5:00  | Зеленоград, Россия |                                                         |
| Победа    | 15–0   | Оливье Пастор        | Единогласное решение         | Gladiator Fighting 1            | 5 апреля 2014    | 3     | 5:00  | Троицк, Россия     |                                                         |
| Победа    | 14–0   | Гуань Вань           | Единогласное решение         | RUFF 11                         | 30 ноября 2013   | 3     | 5:00  | Шанхай, Китай      |                                                         |
| Победа    | 13–0   | Денис Муцнек         | TKO (остановлен секундантом) | Oplot Challenge 85              | 26 октября 2013  | 1     | 1:09  | Харьков, Украина   |                                                         |
| Победа    | 12–0   | Андраник Карапетян   | TKO (удары руками)           | Oplot Challenge 81              | 28 сентября 2013 | 1     | 1:53  | Харьков, Украина   |                                                         |
| Победа    | 11–0   | Амирбек Уулу Ырысбек | TKO (удары руками)           | Кубок Раздолья 2                | 30 июня 2013     | 1     | 3:25  | Зеленоград, Россия |                                                         |
| Победа    | 10–0   | Габриэль Солорио     | Сдача (треугольник)          | Oplot Challenge 68              | 21 июня 2013     | 1     | 2:24  | Харьков, Украина   |                                                         |
| Победа    | 9–0    | Вугар Бахшиев        | Сдача (удушение сзади)       | M-1 Challenge 39                | 23 мая 2013      | 1     | 3:58  | Москва, Россия     |                                                         |
| Победа    | 8–0    | Сасун Багдасарян     | TKO (удары руками)           | Oplot Challenge 52              | 19 апреля 2013   | 3     | 1:35  | Харьков, Украина   |                                                         |
| Победа    | 7–0    | Пепи Иванов          | TKO (удары руками)           | Oplot Challenge 49              | 6 апреля 2013    | 1     | 1:06  | Харьков, Украина   |                                                         |
| Победа    | 6–0    | Антон Васильев       | TKO (удары руками)           | Oplot Challenge 43              | 16 марта 2013    | 1     | 1:22  | Харьков, Украина   |                                                         |
| Победа    | 5–0    | Ратмир Теуважуков    | TKO (удары руками)           | M-1 Challenge 36                | 8 декабря 2012   | 2     | 2:30  | Мытищи, Россия     |                                                         |
| Победа    | 4–0    | Майкель Бесерра      | Раздельное решение           | Oplot Challenge 2               | 13 мая 2012      | 2     | 5:00  | Харьков, Украина   |                                                         |
| Победа    | 3–0    | Мурад Матякубов      | TKO (удары руками)           | Verdict Fighting Championship 1 | 11 февраля 2012  | 2     | 0:00  | Москва, Россия     |                                                         |
| Победа    | 2–0    | Владимир Егоян       | Решение судей                | Golden Fist 8                   | 15 декабря 2011  | 3     | 5:00  | Иваново, Россия    |                                                         |
| Победа    | 1–0    | Рахманберди Тологон  | Сдача (удушение сзади)       | Кубок Раздолья                  | 26 июня 2011     | 3     | 1:41  | Зеленоград, Россия |                                                         |